# Yelena Nikolayeva
Yelena Nikolayevna Nikolayeva (em russo:  Елена Николаевна Николаева; Akshiki, 1 de fevereiro de 1966) é uma atleta e campeã olímpica russa, especializada na marcha atlética.
Conseguiu proeminência internacional ao conquistar a medalha de prata na marcha dos 10 km em Barcelona 1992, representando a Equipe Unificada da Comunidade dos Estados Independentes (CEI). No ano seguinte, foi campeã mundial em pista coberta da marcha dos 3000 m em Toronto, Canadá. Em 1995, conseguiu sua primeira medalha num campeonato mundial, um bronze em Gotemburgo 1995.
Em Atlanta 1996, ela se tornou a segunda e última campeã olímpica da marcha de 10 km, que a partir de Sydney 2000 seria substituída para as mulheres pela distância única dos 20 km. Provando sua categoria internacional também na distância mais longa, ela venceu esta prova no Campeonato Mundial de Atletismo de 2003, em Paris.
Encerrou sua participação em Jogos Olímpicos com um 17º lugar em Atenas 2004, aos 38 anos de idade.